# Eutymiusz IV
Eutymiusz IV – prawosławny patriarcha Antiochii w latach 1636–1648.